# The Hunger Games: Mockingjay – Part 2
The Hunger Games: Mockingjay – Part 2 (bra: Jogos Vorazes: A Esperança - O Final; prt: The Hunger Games: A Revolta - Parte 2) é um filme de aventura e ficção científica estadunidense de 2015, baseado no livro homônimo de Suzanne Collins, sendo a quarta e última parcela da saga The Hunger Games. É a continuação da primeira parte, lançada em novembro de 2014. Francis Lawrence retorna como diretor, enquanto Jennifer Lawrence, Josh Hutcherson e Liam Hemsworth reprisam seus papéis dos filmes anteriores.
Apesar de ser o título mais caro da franquia, chegando a US$ 160 milhões, The Hunger Games: Mockingjay – Part 2 obteve o menor desempenho nas bilheterias em comparação com os três filmes anteriores. No mercado interno, Estados Unidos e Canadá, registrou pouco mais de US$ 281 milhões. Já mundialmente, a receita chegou aos US$ 653 milhões, quase US$ 41 milhões a menos que o primeiro longa, lançado em 2012. Na bilheteria doméstica, ficou em sétimo lugar, enquanto ocupou a nona posição em ganhos mundiais.
Estreou em 18 de novembro de 2015 no Brasil, enquanto que em Portugal chegou no dia 19 do mesmo mês. Nos Estados Unidos, a estreia aconteceu no dia 20 de novembro.
No Brasil, a série de filmes da Lionsgate foi distribuída pela Paris Filmes. Em Portugal e nos Países Africanos de Língua Oficial Portuguesa, The Hunger Games foi distribuída pela Pris Audiovisuais.
Mockingjay – Part 2 foi recebido positivamente pela crítica por suas atuações, especialmente da protagonista Jennifer Lawrence, roteiro e sequências de ação, apesar de ter sido criticado por dividir a adaptação final em duas partes. Teve melhor desempenho entre a crítica especializada em comparação com a primeira parte. Em contrapartida, o primeiro filme da última adaptação de Mockingjay foi melhor recebido pelo público. Marca também o último filme da carreira de Philip Seymour Hoffman, que cometeu suicídio em 2014, com metade das filmagens concluídas. Os produtores optaram por não usar CGI.

## Enredo
Neste filme, com a nação de Panem em plena guerra, Katniss (Jennifer Lawrence) decide criar uma resistência rebelde com um grupo de amigos próximos, denominada de "Esquadrão 451" – incluindo Gale (Liam Hemsworth), Finnick (Sam Claflin) e Peeta (Josh Hutcherson) – para derrubar o Presidente Snow (Donald Sutherland). Eles arriscam suas vidas em uma missão para tentar assassinar o tirano líder, que fica cada vez mais obcecado em destruir Katniss. As armadilhas mortais, perdas, inimigos e escolhas morais que esperam por Katniss vão desafiá-la mais do que qualquer coisa que ela já enfrentou antes. Em meio a tudo isso, Katniss ainda tenta recuperar a confiança de Peeta.

## Elenco
- Jennifer Lawrence como Katniss Everdeen
- Josh Hutcherson como Peeta Mellark
- Liam Hemsworth como Gale Hawthorne
- Julianne Moore como Presidente Alma Coin
- Donald Sutherland como Presidente Snow
- Woody Harrelson como Haymitch Abernathy
- Sam Claflin como Finnick Odair
- Elizabeth Banks como Effie Trinket
- Philip Seymour Hoffman como Plutarch Heavensbee
- Willow Shields como Primrose Everdeen
- Jeffrey Wright como Beetee
- Jena Malone como Johanna Mason
- Natalie Dormer como Cressida
- Evan Ross como Messala
- Mahershala Ali como Boggs
- Gwendoline Christie como Comandante Lyme
- Patina Miller como Comandante Paylor
- Wes Chatham como Castor
- Elden Henson como Pollux
- Omid Abtahi como Homes
- Misty Ormiston como Leeg 1
- Kim Ormiston como Leeg 2
- Robert Knepper como Dr. Antonius
- Michelle Forbes como Capitã Jackson
- Meta Golding como Enobaria
- Eugene Bondurant como Tigris

## Dublagem brasileira
Estúdio de dublagem - Delart
Produção
- Direção de Dublagem: Manolo Rey[5]
- Cliente: Paris Filmes[5]
- Tradução: Manolo Rey[5]
- Técnico(s) de Gravação: Léo Santos e Rodrigo Oliveira[5]
- Mixagem: Cláudio Alves[5]

Elenco
| Personagem: Dublador              | Fonte |
| --------------------------------- | ----- |
| Katniss: Mariana Torres           | [ 5 ] |
| Peeta: Andreas Avancini           | [ 5 ] |
| Gale: Marcos Souza                | [ 5 ] |
| Alma Coin: Carla Carla Pompilio   | [ 5 ] |
| Plutarch: Elcio Romar             | [ 5 ] |
| Haymitch: Hercules Franco         | [ 5 ] |
| Finnick: Raphael Rossatto         | [ 5 ] |
| Effie: Miriam Ficher              | [ 5 ] |
| Boggs: Francisco Jr.              | [ 5 ] |
| Anne: Hannah Buttel               | [ 5 ] |
| Beetee: Ricardo Telles            | [ 5 ] |
| Castor: Sergio Menezes            | [ 5 ] |
| Johanna: Gabriella Bicalho        | [ 5 ] |
| Snow: Isaac Bardavid              | [ 5 ] |
| Caesar: Ricardo Schnetzer         | [ 5 ] |
| Prim: Bruna Laynes                | [ 5 ] |
| Egeria: Lina Rossana              | [ 5 ] |
| Paylor: Mabel Cézar               | [ 5 ] |
| Cressida: Flavia Fontenelle       | [ 5 ] |
| Mãe da Katniss: Rita Lopes        | [ 5 ] |
| Homes: Rodrigo Oliveira           | [ 5 ] |
| Jackson: Georgea Rodrigues        | [ 5 ] |
| Antonius: Mauro Horta             | [ 5 ] |
| Dra. Aurelius: Evie Saide         | [ 5 ] |
| Comandante Lyme: Sarito Rodrigues | [ 5 ] |

## Produção
A segunda parte de A Esperança foi desenvolvida junto com a primeira. Os personagens voltaram a ser interpretados pelos mesmos, já que o longa continuará de onde o anterior terminou.
O filme foi dirigido por Francis Lawrence, mesmo diretor de Jogos Vorazes: A Esperança - Parte 1 e Jogos Vorazes - Em Chamas. As filmagens, que aconteceram relativas às da primeira parte, começaram no dia 23 de setembro de 2013, em Boston, Atlanta. Em outubro, as filmagens migraram para Rockmart, Georgia. Depois, foram para Marriott Marquis e depois Newnan, ambos na Georgia.
Philip Seymour Hoffman, que fazia o Idealizador rebelde Plutarch Heavensbee, faleceu no dia 2 de fevereiro de 2014. Na época, Hoffman havia completado as filmagens de Jogos Vorazes: A Esperança - Parte 1, faltando somente uma semana nas de Jogos Vorazes: A Esperança - Parte 2. A Lionsgate logo se pronunciou, dizendo que as filmagens continuariam, e que, a última e importante cena não-rodada de Hoffman iria ser filmada sem ele, colocando-o em CGI, na pós-produção.
Após o fim das filmagens em Atlanta, a produção migrou para Paris, França, que no dia 7 de maio de 2014, as cenas finais da rebelião foram filmadas nas ruas, cujo elenco foi fotografado com o figurino de guerra descrito no livro.
No dia 15 de maio, a produtora Nina Jacobson revelou que a última de Philip Seymour Hoffman não seria mais gravada em CGI. "Seria muito doloroso gravar sem ele [Hoffman]", declarou Jacobson.
Em Junho de 2015, foi gravado a última cena que faltava pra fazer: A cena do Epílogo. Ela ocorreu depois do fim das gravações pois o diretor Francis Lawrence gostaria que a cena fosse gravada em plena Primavera (a única estação do ano que eles ainda não tinham gravado na época). Para o diretor foi uma cena difícil de se produzir, pois o epílogo ocorre meio desconectado da história.

## Lançamento
Nos Estados Unidos, Angola, Brasil, Bélgica, Dinamarca, Finlândia, França, Países Baixos, Noruega, Suécia e Suíça; o filme foi lançado em 18 de novembro. No Reino Unido e Portugal, o filme foi lançado no dia 19 de novembro.
O filme está disponível nos formatos 3D, RealD 3D, 4D, XD, XPLUS, IMAX 3D, 2D digital e 2D convencional.

## Crítica
A franquia Jogos Vorazes tem ajudado a tornar Jennifer Lawrence um nome familiar, e os críticos dizem que sua performance assegurada como Katniss Everdeen é a melhor coisa sobre The Hunger Games: Mockingjay - Part 2, uma satisfatória - se ocasionalmente excessivamente severo - conclusão à série. Desta vez, Katniss lidera um exército de guerrilha para eliminar o despótico Presidente Snow (Donald Sutherland) - e descobre que alguns dentro da rebelião pode ter agendas próprias. Os especialistas dizem Mockingjay - Part 2 é sombrio e um pouco longo demais, mas também é empolgante, solavancos, e inteligente, que convém a uma saga que tem feito muito para alterar o cenário de filme de ação. No Rotten Tomatoes, os agregadores de revisão relataram um índice de aprovação de 76% com uma classificação média de 6.5/10 com base em uma agregação de 231 críticas.